# Alphaville (filme)

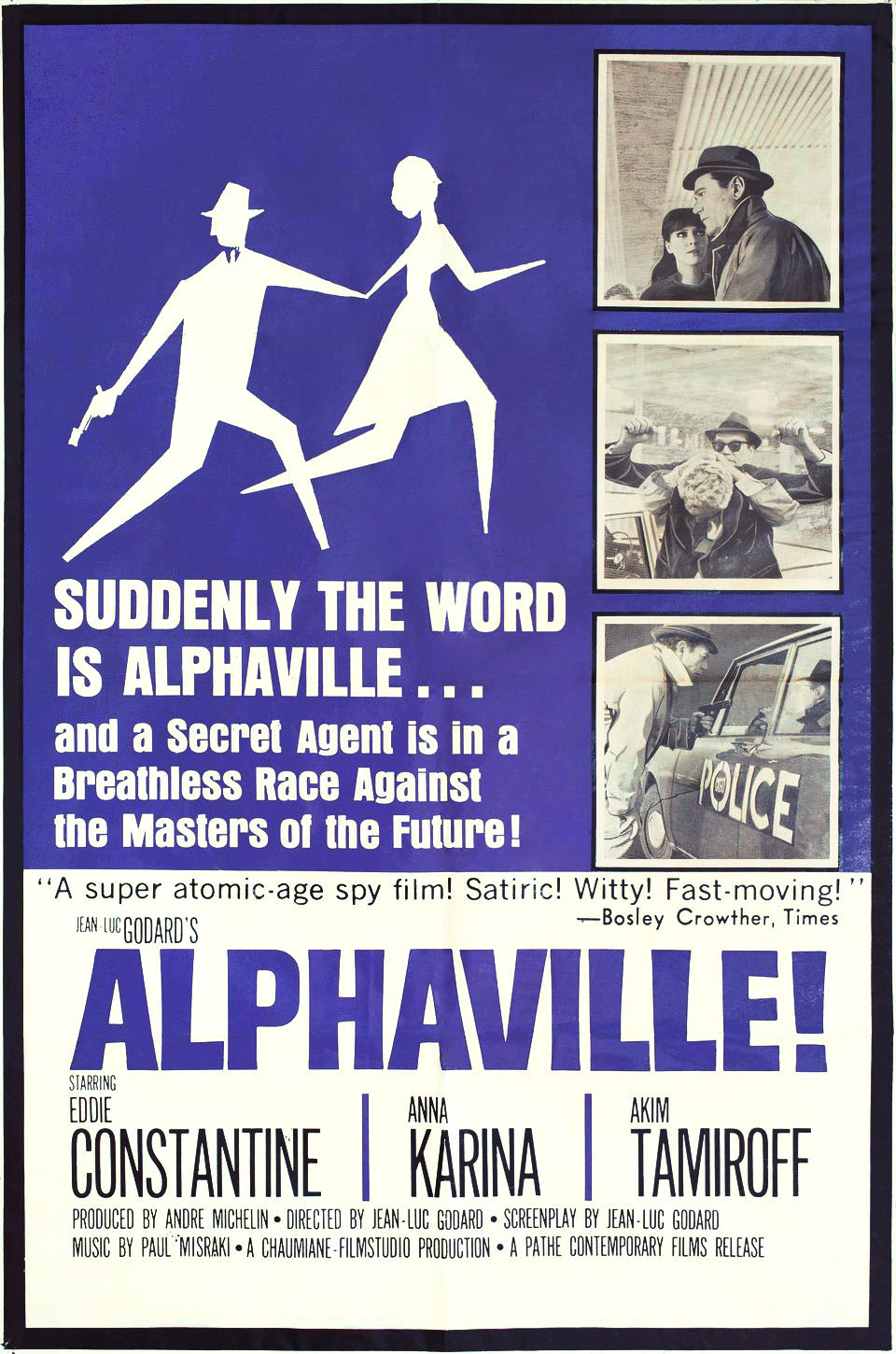
Cartaz do filme

Alphaville, une étrange aventure de Lemmy Caution (br/pt:  Alphaville) é um filme francês de 1965, do gênero ficção científica dirigido por Jean-Luc Godard.

## Enredo
A população da cidade futurista de Alphaville é dominada pelo computador Alpha 60 que aboliu os sentimentos. O agente Lemy Caution é enviado à cidade com a missão de encontrar seu inventor, o Professor Von Braun, e convencê-lo a destruir a máquina.

## Elenco
- Eddie Constantine como  Lemmy Caution
- Anna Karina como Natacha von Braun
- Akim Tamiroff como Henri Dickson
- Valérie Boisgel como (Não creditado)
- Jean-Louis Comolli como Prof. Jeckell (Não creditado)
- Michel Delahaye como Assistente de von Braun (Não creditado)
- Jean-André Fieschi como Prof. Heckell (Não creditado)
- Christa Lang como (Não creditado)
- Jean-Pierre Léaud como (Não creditado)
- László Szabó como Engenheiro Chefe (Não creditado)
- Howard Vernon como Prof. Leonard Nosferatu ou von Braun (Não creditado)

## Prêmios
Vencedor do prêmio Urso de Ouro (Melhor Filme), no Festival de Berlim, em 1965.